# Campeonato Mundial de Tiro de 2022
El LIII Campeonato Mundial de Tiro se celebró en El Cairo (Egipto) entre el 12 y el 27 de octubre de 2022 bajo la organización de la Federación Internacional de Tiro Deportivo (ISSF) y la Federación Egipcia de Tiro Deportivo.
Las competiciones se realizaron en el campo de tiro ubicado en el complejo deportivo Egypt International Olympic City. En esta edición solo se disputaron pruebas de tiro de precisión en las modalidades de pistola y rifle.
Los tiradores de Rusia y Bielorrusia fueron excluidos de este campeonato debido a la invasión rusa de Ucrania.

## Resultados

### Masculino
| Evento                                 | Oro                              | Plata                               | Bronce                            |
| -------------------------------------- | -------------------------------- | ----------------------------------- | --------------------------------- |
| Rifle 3 posiciones 300 m (25.10)       | Émilien Chassat Francia 592 pts. | Aleksi Leppä · Finlandia · 590 pts. | István Péni · Hungría · 589 pts.  |
| Rifle 3 posiciones 300 m (equipos)     | Dinamarca                        | Suiza                               | Polonia                           |
| Rifle en pos. tendida 300 m (26.10)    | Simon Claussen · Noruega · 599   | Tomasz Bartnik · Polonia · 598      | Alexander Schmirl · Austria · 597 |
| Rifle en pos. tendida 300 m (equipos)  | Francia                          | Suiza                               | Austria                           |
| Rifle 3 posiciones 50 m (22.10)        | Serhi Kulish · Ucrania           | Tomasz Bartnik · Polonia            | Jon-Hermann Hegg · Noruega        |
| Rifle 3 posiciones 50 m (equipos)      | Noruega                          | Francia                             | India                             |
| Rifle en pos. tendida 50 m (18.10)     | Jan Lochbihler · Suiza · 631,0   | Liu Yukun China 630,6               | Zhao Zhonghao China 629,3         |
| Rifle 10 m (14.10)                     | Patil Rudrankksh Balasaheb India | Danilo Sollazzo · Italia            | Sheng Lihao China                 |
| Rifle 10 m (equipos)                   | India                            | China                               | Serbia                            |
| Pistola 50 m (18.10)                   | Damir Mikec Serbia 567           | Zhang Bowen China 564               | Viktor Bankin · Ucrania · 560     |
| Pistola rápida de fuego 25 m (23.10)   | Lee Gun-Hyeok Corea del Sur 31   | Clément Bessaguet Francia 30        | Ghulam Bashir Pakistán 19         |
| Pistola rápida de fuego 25 m (equipos) | China                            | Ucrania                             | Corea del Sur                     |
| Pistola de fuego 25 m (25.10)          | Christian Reitz · Alemania · 588 | Ruslan Lunyov Azerbaiyán 584        | Peeter Olesk Estonia 584          |
| Pistola estándar 25 m (19.10)          | Pavlo Korostylov · Ucrania · 582 | Christian Reitz · Alemania · 575    | Vijayveer Sidhu India 574         |
| Pistola 10 m (15.10)                   | Liu Jinyao China                 | Zhang Yifan China                   | Pavlo Korostylov · Ucrania        |
| Pistola 10 m (equipos)                 | China                            | Irán                                | Corea del Sur                     |

### Femenino
| Evento                                | Oro                                        | Plata                          | Bronce                           |
| ------------------------------------- | ------------------------------------------ | ------------------------------ | -------------------------------- |
| Rifle 3 posiciones 300 m (25.10)      | Jeanette Hegg Duestad · Noruega · 588 pts. | Sarina Hitz · Suiza · 586 pts. | Elin Åhlin · Suecia · 586 pts.   |
| Rifle 3 posiciones 300 m (equipos)    | Noruega                                    | Suiza                          | Alemania                         |
| Rifle en pos. tendida 300 m (26.10)   | Anja Senti · Suiza · 599                   | Silvia Guignard · Suiza · 597  | Olivia Hofmann · Austria · 595   |
| Rifle en pos. tendida 300 m (equipos) | Noruega                                    | Suiza                          | Alemania                         |
| Rifle 3 posiciones 50 m (21.10)       | Miao Wanru China                           | Jenny Stene · Noruega          | Jeanette Hegg Duestad · Noruega  |
| Rifle 3 posiciones 50 m (equipos)     | Alemania                                   | Suiza                          | China                            |
| Rifle en pos. tendida 50 m (17.10)    | Jolyn Beer · Alemania · 627,0              | Sarina Hitz · Suiza · 626,7    | Mary Tucker Estados Unidos 625,7 |
| Rifle 10 m (14.10)                    | Alison Weisz Estados Unidos                | Huang Yuting China             | Zhang Yu China                   |
| Rifle 10 m (equipos)                  | China                                      | Estados Unidos                 | India                            |
| Pistola 50 m (18.10)                  | Jiang Ranxin China 550                     | Sylvia Steiner · Austria · 543 | Nigar Nəsirova Azerbaiyán 539    |
| Pistola 25 m (22.10)                  | Kim Jang-Mi Corea del Sur                  | Chen Yan China                 | Doreen Vennekamp · Alemania      |
| Pistola 25 m (equipos)                | China                                      | India                          | Alemania                         |
| Pistola estándar 25 m (19.10)         | Xiao Jiaruixuan China 575                  | Rhythm Sangwan India 573       | Chen Yan China 572               |
| Pistola 10 m (15.10)                  | Lu Kaiman China                            | Anna Korakaki · Grecia         | Zorana Arunović Serbia           |
| Pistola 10 m (equipos)                | China                                      | India                          | Irán                             |

### Abierto
| Evento                       | Oro                         | Plata                          | Bronce                            |
| ---------------------------- | --------------------------- | ------------------------------ | --------------------------------- |
| Rifle estándar 300 m (25.10) | Steffen Olsen Dinamarca 591 | Simon Claussen · Noruega · 586 | Timothy Sherry Estados Unidos 586 |

### Mixto
| Evento                              | Oro                                              | Plata                                              | Bronce                                                                     |
| ----------------------------------- | ------------------------------------------------ | -------------------------------------------------- | -------------------------------------------------------------------------- |
| Rifle 10 m (17.10)                  | Yang Haoran Huang Yuting China                   | Kim Sang-Do Gwon Da-Yeong Corea del Sur            | Park Ha-Jun Cho Eun-Young Corea del Sur Sheng Lihao Zhang Yu China         |
| Rifle 3 posiciones 50 m (24.10)     | Simon Claussen · Jenny Stene · Noruega           | Steffen Olsen Stephanie Grundsøe Dinamarca         | David Koenders · Anna Janßen · Alemania                                    |
| Rifle en pos. tendida 50 m (19.10)  | Ivan Roe Sagen Maddalena Estados Unidos          | Serhi Kulish · Daria Tyjova · Ucrania              | Maximilian Dallinger · Jolyn Beer · Alemania                               |
| Rifle 3 posiciones 300 m (26.10)    | Tomasz Bartnik · Karolina Kowalczyk · Polonia    | Aleksi Leppä · Henna Viljanen · Finlandia          | Bernhard Pickl · Olivia Hofmann · Austria                                  |
| Rifle en pos. tendida 300 m (27.10) | Simon Claussen · Jeanette Hegg Duestad · Noruega | Pascal Bachmann · Anja Senti · Suiza               | Daniel Romańczyk · Karolina Kowalczyk · Polonia                            |
| Pistola 10 m (17.10)                | Richard Zechmeister · Sylvia Steiner · Austria   | Park Dae-Hun Yoo Hyun-Young Corea del Sur          | Javad Foroughi Haniyeh Rostamiyan Irán Zhang Bowen Jiang Ranxin China      |
| Pistola estándar 25 m (19.10)       | Christian Reitz · Doreen Vennekamp · Alemania    | Kim Seo-Jun Kim Jang-Mi Corea del Sur              | Pavlo Korostylov · Olena Kostevych · Ucrania                               |
| Pistola rápida de fuego 25 m (2010) | Maxym Horodynets · Yuliya Korostylova · Ucrania  | Anish Bhanwala Simranpreet Brar India              | Kim Seo-Jun Kim Jang-Mi Corea del Sur                                      |
| Pistola 50 m (24.10)                | Zhang Bowen Jiang Ranxin China                   | Enjtaivanyn Davaajüü Tsogbadrajyn Mönjzul Mongolia | Szymon Wojtyna · Katarzyna Klepacz · Polonia · Liu Jinyao · Li Xue · China |

## Medallero
| Núm. | País           | Oro | Plata | Bronce | Total |
| ---- | -------------- | --- | ----- | ------ | ----- |
| 1    | China          | 12  | 6     | 8      | 26    |
| 2    | Noruega        | 7   | 2     | 2      | 11    |
| 3    | Alemania       | 4   | 1     | 6      | 11    |
| 4    | Ucrania        | 3   | 2     | 3      | 8     |
| 5    | Suiza          | 2   | 9     | 0      | 11    |
| 6    | India          | 2   | 4     | 3      | 9     |
| 7    | Corea del Sur  | 2   | 3     | 4      | 9     |
| 8    | Francia        | 2   | 2     | 0      | 4     |
| 9    | Estados Unidos | 2   | 1     | 2      | 5     |
| 10   | Dinamarca      | 2   | 1     | 0      | 3     |
| 11   | Polonia        | 1   | 2     | 3      | 6     |
| 12   | Austria        | 1   | 1     | 4      | 6     |
| 13   | Serbia         | 1   | 0     | 2      | 3     |
| 14   | Finlandia      | 0   | 2     | 0      | 2     |
| 15   | Irán           | 0   | 1     | 2      | 3     |
| 16   | Azerbaiyán     | 0   | 1     | 1      | 2     |
| 17   | Grecia         | 0   | 1     | 0      | 1     |
| 17   | Italia         | 0   | 1     | 0      | 1     |
| 17   | Mongolia       | 0   | 1     | 0      | 1     |
| 20   | Estonia        | 0   | 0     | 1      | 1     |
| 20   | Hungría        | 0   | 0     | 1      | 1     |
| 20   | Pakistán       | 0   | 0     | 1      | 1     |
| 20   | Suecia         | 0   | 0     | 1      | 1     |
|      | TOTAL          | 41  | 41    | 44     | 126   |